# Vermutetes Gen
Ein vermutetes Gen (synonym putatives Gen) ist eine DNA-Sequenz, die aufgrund eines identifizierten offenen Leserasters als Gen vermutet wird, dessen codiertes Protein und seine Funktion nicht zugeordnet ist. Verschiedene Programme zur Identifikation von vermuteten Genen wurden entwickelt. Ein vermutetes Protein bezieht sich in analoger Weise auf eine fehlende Zuordnung zwischen Aminosäuresequenz und dem Vorkommen des Proteins.